# Obereopsis nilghirica
Obereopsis nilghirica är en skalbaggsart som beskrevs av Stefan von Breuning 1957. Obereopsis nilghirica ingår i släktet Obereopsis och familjen långhorningar. Inga underarter finns listade i Catalogue of Life.